# Fußball-Asienmeisterschaft 2011/Gruppe D
| Pl. | Land       | Sp. | S | U | N | Tore    | Diff. | Punkte |
| --- | ---------- | --- | - | - | - | ------- | ----- | ------ |
| 1.  | Iran       | 3   | 3 | 0 | 0 | 006:100 | +5    | 09     |
| 2.  | Irak       | 3   | 2 | 0 | 1 | 003:200 | +1    | 06     |
| 3.  | Nordkorea  | 3   | 0 | 1 | 2 | 000:200 | −2    | 01     |
| 4.  | VA Emirate | 3   | 0 | 1 | 2 | 000:400 | −4    | 01     |

Der Artikel gibt Auskunft über die Spiele der Gruppe D bei der Fußball-Asienmeisterschaft 2011 in Katar.

## Nordkorea – VAE 0:0
| Nordkorea                                                                         | Nordkorea | VAE | VAE |
| --------------------------------------------------------------------------------- | --- | --- | --- |
| Nordkorea                                                                         | \| 1. Spieltag \| \| Dienstag, 11. Januar 2011 um 16:15 Uhr (14:15 Uhr MEZ) in Doha (Qatar SC Stadium) \| \| Zuschauer: 3.639 \| \| Schiedsrichter: Subkhiddin Mohd Salleh ( Malaysia) \| \| Spielbericht \|                                     | \| 1. Spieltag \| \| Dienstag, 11. Januar 2011 um 16:15 Uhr (14:15 Uhr MEZ) in Doha (Qatar SC Stadium) \| \| Zuschauer: 3.639 \| \| Schiedsrichter: Subkhiddin Mohd Salleh ( Malaysia) \| \| Spielbericht \| | VAE |
| Nordkorea                                                                         | Ri Myong-guk – Cha Jong-hyok, Pak Nam-chol (49. Choe Myong-ho), Ri Kwang-chon – Ryang Yong-gi, Pak Nam-chol, An Young-hak, Kim Kuk-jin – Jong Tae-se (83. Choe Kum-chol), Hong Yong-jo (49. An Chol-hyok), Jon Kwang-ik Cheftrainer: Jo Tong-sop | Majed Naser – Khalid Sabeel, Hamdan al-Kamali, Walid Abbas, Yousif Jaber – Subait Khater, Amer Abdulrahman, Ali al-Wehaibi, Ismail al-Hammadi – Ismail Matar, Ahmed Khalil Cheftrainer: Srečko Katanec       | VAE |
| Nordkorea                                                                         | Cha Jong-hyok (12.), Pak Nam-chol (25.) | Hamdan al-Kamali (7.) | VAE |
| Nordkorea                                                                         | Spieler des Spiels: Ismail Matar (VAE) | | VAE |
| 1. Spieltag                                                                       | | |     |
| Dienstag, 11. Januar 2011 um 16:15 Uhr (14:15 Uhr MEZ) in Doha (Qatar SC Stadium) | | |     |
| Zuschauer: 3.639                                                                  | | |     |
| Schiedsrichter: Subkhiddin Mohd Salleh ( Malaysia)                                | | |     |
| Spielbericht                                                                      | | |     |

## Irak – Iran 1:2 (1:1)
| Irak                                                                                        | Irak | Iran | Iran |
| ------------------------------------------------------------------------------------------- | --- | --- | ---- |
| Irak                                                                                        | \| 1. Spieltag \| \| Dienstag, 11. Januar 2011 um 19:15 Uhr (17:15 Uhr MEZ) in ar-Rayyan (Ahmed bin Ali Stadium) \| \| Zuschauer: 10.478 \| \| Schiedsrichter: Ravshan Ermatov ( Usbekistan) \| \| Spielbericht \|                                                    | \| 1. Spieltag \| \| Dienstag, 11. Januar 2011 um 19:15 Uhr (17:15 Uhr MEZ) in ar-Rayyan (Ahmed bin Ali Stadium) \| \| Zuschauer: 10.478 \| \| Schiedsrichter: Ravshan Ermatov ( Usbekistan) \| \| Spielbericht \|                                                                         | Iran |
| Irak                                                                                        | Mohammed Kassid – Salam Shaker (46. Ahmad Ibrahim Khalaf), Samal Saeed, Ali Rehema, Mahdi Karim – Qusai Munir (88. Mustafa Karim), Nasch'at Akram, Alaa Abdul-Zahra, Hawar Mulla Mohammed (82. Samer Saeed) – Emad Mohammed, Yunis Mahmud Cheftrainer: Wolfgang Sidka | Mehdi Rahmati – Mohammad Nosrati, Hadi Aghili, Jalal Hosseini, Ehsan Hajsafi – Gholamreza Rezaei, Javad Nekounam, Andranik Teymourian, Iman Mobali (87. Pejman Nouri) – Mohammad Gholami (84. Karim Ansarifard), Masoud Shojaei (69. Mohammad Reza Khalatbari) Cheftrainer: Afschin Ghotbi | Iran |
| Irak                                                                                        | 1:0 Yunis Mahmud (13.) | 1:1 Gholamreza Rezaei (42.) 1:2 Iman Mobali (84.) | Iran |
| Irak                                                                                        | Samer Saeed (83.) | | Iran |
| Irak                                                                                        | Spieler des Spiels: Iman Mobali (Iran) | | Iran |
| 1. Spieltag                                                                                 | | |      |
| Dienstag, 11. Januar 2011 um 19:15 Uhr (17:15 Uhr MEZ) in ar-Rayyan (Ahmed bin Ali Stadium) | | |      |
| Zuschauer: 10.478                                                                           | | |      |
| Schiedsrichter: Ravshan Ermatov ( Usbekistan)                                               | | |      |
| Spielbericht                                                                                | | |      |

## Iran – Nordkorea 1:0 (0:0)
| Iran                                                                             | Iran | Nordkorea | Nordkorea |
| -------------------------------------------------------------------------------- | --- | --- | --------- |
| Iran                                                                             | \| 2. Spieltag \| \| Samstag, 15. Januar 2011 um 16:15 Uhr (14:15 Uhr MEZ) in Doha (Qatar SC Stadium) \| \| Zuschauer: 6.488 \| \| Schiedsrichter: Nawaf Shukralla ( Bahrain) \| \| Spielbericht \|                                                                                  | \| 2. Spieltag \| \| Samstag, 15. Januar 2011 um 16:15 Uhr (14:15 Uhr MEZ) in Doha (Qatar SC Stadium) \| \| Zuschauer: 6.488 \| \| Schiedsrichter: Nawaf Shukralla ( Bahrain) \| \| Spielbericht \|                    | Nordkorea |
| Iran                                                                             | Mehdi Rahmati – Mohammad Nosrati (61. Gholamreza Rezaei), Hadi Aghili, Jalal Hosseini, Ehsan Hajsafi – Khosro Heydari, Javad Nekounam, Pejman Nouri, Iman Mobali (46. Mohammad Nouri), Mohammad Reza Khalatbari – Karim Ansarifard (90. Mohammad Gholami) Cheftrainer: Afshin Ghotbi | Ri Myong-guk – Cha Jong-hyok, Ri Jun-il, Ri Kwang-chon, Jon Kwang-ik – Mun In-guk (62. Ryang Yong-gi), An Young-hak, Pak Nam-chol, Kim Kuk-jin – Jong Tae-se (65. Pak Chol-min), Hong Yong-jo Cheftrainer: Jo Tong-sop | Nordkorea |
| Iran                                                                             | 1:0 Karim Ansarifard (62.) | | Nordkorea |
| Iran                                                                             | Karim Ansarifard (28.), Pejman Nouri (89.), Khosro Heydari (90.) | Hong Yong-jo (10.), Pak Nam-chol (13.) | Nordkorea |
| Iran                                                                             | Spieler des Spiels: Hadi Aghili (Iran) | | Nordkorea |
| 2. Spieltag                                                                      | | |           |
| Samstag, 15. Januar 2011 um 16:15 Uhr (14:15 Uhr MEZ) in Doha (Qatar SC Stadium) | | |           |
| Zuschauer: 6.488                                                                 | | |           |
| Schiedsrichter: Nawaf Shukralla ( Bahrain)                                       | | |           |
| Spielbericht                                                                     | | |           |

## VAE – Irak 0:1 (0:0)
| VAE                                                                                        | VAE | Irak | Irak |
| ------------------------------------------------------------------------------------------ | --- | --- | ---- |
| VAE                                                                                        | \| 2. Spieltag \| \| Samstag, 15. Januar 2011 um 19:15 Uhr (17:15 Uhr MEZ) in ar-Rayyan (Ahmed bin Ali Stadium) \| \| Zuschauer: 7.233 \| \| Schiedsrichter: Yūichi Nishimura ( Japan) \| \| Spielbericht \|                                                             | \| 2. Spieltag \| \| Samstag, 15. Januar 2011 um 19:15 Uhr (17:15 Uhr MEZ) in ar-Rayyan (Ahmed bin Ali Stadium) \| \| Zuschauer: 7.233 \| \| Schiedsrichter: Yūichi Nishimura ( Japan) \| \| Spielbericht \|                                                            | Irak |
| VAE                                                                                        | Majed Naser – Khalid Sabeel, Hamdan al-Kamali, Waleed Abbas, Yousif Jaber – Amer Abdulrahman, Subait Khater (84. Amir Mubarak) – Ali al-Wehaibi (74. Mahmoud Khamees), Ismail Matar, Ismail al-Hammadi – Ahmed Khalil (68. Saeed al-Kathiri) Cheftrainer: Srečko Katanec | Mohammed Kassid – Ahmad Ibrahim Khalaf, Samal Saeed, Ali Rehema, Mahdi Karim – Qusai Munir, Nasch'at Akram, Alaa Abdul-Zahra (74. Mustafa Karim), Hawar Mulla Mohammed (64. Bassim Abbas) – Emad Mohammed (61. Karrar Jassim), Yunis Mahmud Cheftrainer: Wolfgang Sidka | Irak |
| VAE                                                                                        | 0:1 Waleed Abbas (90., Eigentor) | | Irak |
| VAE                                                                                        | Ismail Matar (60.) | Ahmad Ibrahim Khalaf (53.) | Irak |
| VAE                                                                                        | Spieler des Spiels: Yunis Mahmud (Irak) | | Irak |
| 2. Spieltag                                                                                | | |      |
| Samstag, 15. Januar 2011 um 19:15 Uhr (17:15 Uhr MEZ) in ar-Rayyan (Ahmed bin Ali Stadium) | | |      |
| Zuschauer: 7.233                                                                           | | |      |
| Schiedsrichter: Yūichi Nishimura ( Japan)                                                  | | |      |
| Spielbericht                                                                               | | |      |

## VAE – Iran 0:3 (0:0)
| VAE                                                                               | VAE | Iran | Iran |
| --------------------------------------------------------------------------------- | --- | --- | ---- |
| VAE                                                                               | \| 3. Spieltag \| \| Mittwoch, 19. Januar 2011 um 19:15 Uhr (17:15 Uhr MEZ) in Doha (Qatar SC Stadium) \| \| Zuschauer: 5.012 \| \| Schiedsrichter: Kim Dong-jin ( Südkorea) \| \| Spielbericht \|                                                                           | \| 3. Spieltag \| \| Mittwoch, 19. Januar 2011 um 19:15 Uhr (17:15 Uhr MEZ) in Doha (Qatar SC Stadium) \| \| Zuschauer: 5.012 \| \| Schiedsrichter: Kim Dong-jin ( Südkorea) \| \| Spielbericht \|                                                                                  | Iran |
| VAE                                                                               | Majed Naser – Khalid Sabeel, Hamdan al-Kamali, Walid Abbas, Yousif Jaber – Subait Khater, Amer Abdulrahman (65. Mohamed al-Shehhi) – Ali al-Wehaibi (54. Ahmed al-Araimi), Ismail Matar, Ismail al-Hammadi – Ahmed Khalil (76. Saeed al-Kathiri) Cheftrainer: Srečko Katanec | Shahab Gordan – Khosro Heydari, Farshid Talebi, Mohsen Bengar, Ehsan Hajsafi (60. Mohammad Nosrati) – Andranik Teymourian – Arash Afshin, Mohammad Nouri, Ghasem Hadadifar, Masoud Shojaei (46. Gholamreza Rezaei) – Mohammad Gholami (85. Reza Norouzi) Cheftrainer: Afshin Ghotbi | Iran |
| VAE                                                                               | 0:1 Arash Afshin (70.) 0:2 Mohammad Nouri (83.) 0:3 Walid Abbas (90., Eigentor) | | Iran |
| VAE                                                                               | Majed Naser (75.) | Mohsen Bengar (34.), Gholamreza Rezaei (51.) | Iran |
| VAE                                                                               | Khalid Sabeel (79.) | Arash Afshin (75.) | Iran |
| VAE                                                                               | Spieler des Spiels: Andranik Teymourian (Iran) | | Iran |
| 3. Spieltag                                                                       | | |      |
| Mittwoch, 19. Januar 2011 um 19:15 Uhr (17:15 Uhr MEZ) in Doha (Qatar SC Stadium) | | |      |
| Zuschauer: 5.012                                                                  | | |      |
| Schiedsrichter: Kim Dong-jin ( Südkorea)                                          | | |      |
| Spielbericht                                                                      | | |      |

## Irak – Nordkorea 1:0 (1:0)
| Irak                                                                                        | Irak | Nordkorea | Nordkorea |
| ------------------------------------------------------------------------------------------- | --- | --- | --------- |
| Irak                                                                                        | \| 3. Spieltag \| \| Mittwoch, 19. Januar 2011 um 19:15 Uhr (17:15 Uhr MEZ) in ar-Rayyan (Ahmed bin Ali Stadium) \| \| Zuschauer: 4.111 \| \| Schiedsrichter: Subkhiddin Mohd Salleh ( Malaysia) \| \| Spielbericht \|                                                   | \| 3. Spieltag \| \| Mittwoch, 19. Januar 2011 um 19:15 Uhr (17:15 Uhr MEZ) in ar-Rayyan (Ahmed bin Ali Stadium) \| \| Zuschauer: 4.111 \| \| Schiedsrichter: Subkhiddin Mohd Salleh ( Malaysia) \| \| Spielbericht \|  | Nordkorea |
| Irak                                                                                        | Mohammed Kassid – Samal Saeed, Ali Rehema, Ahmad Ibrahim Khalaf, Bassim Abbas – Mahdi Karim, Qusai Munir, Nasch'at Akram, Karrar Jassim (77. Hawar Mulla Mohammed) – Mustafa Karim (73. Alaa Abdul-Zahra), Yunis Mahmud (90. Muthana Khalid) Cheftrainer: Wolfgang Sidka | Ri Myong-guk – Cha Jong-hyok, Ri Jun-il (48. Pak Nam-chol), Ri Kwang-chon, Jon Kwang-ik – Kim Kuk-jin (70. Mun In-guk), An Young-hak, Pak Nam-chol, Ryang Yong-gi – Hong Yong-jo – Jong Tae-se Cheftrainer: Jo Tong-sop | Nordkorea |
| Irak                                                                                        | 1:0 Karrar Jassim (22.) | | Nordkorea |
| Irak                                                                                        | Hong Yong-jo (34.) | | Nordkorea |
| Irak                                                                                        | Spieler des Spiels: Qusai Munir (Irak) | | Nordkorea |
| 3. Spieltag                                                                                 | | |           |
| Mittwoch, 19. Januar 2011 um 19:15 Uhr (17:15 Uhr MEZ) in ar-Rayyan (Ahmed bin Ali Stadium) | | |           |
| Zuschauer: 4.111                                                                            | | |           |
| Schiedsrichter: Subkhiddin Mohd Salleh ( Malaysia)                                          | | |           |
| Spielbericht                                                                                | | |           |